# Мынла
Мынла́ (кит. упр. 勐腊, пиньинь Měnglà) — уезд Сишуанбаньна-Дайского автономного округа провинции Юньнань (КНР).

## География
В джунглях кочуют стада азиатских слонов.

## История
В 1927 году здесь были образованы уезды Чжэньюэ (镇越县) и Сянмин (象明县). В 1929 году уезд Сянмин был присоединён к уезду Чжэньюэ.
После вхождения провинции Юньнань в состав КНР в 1950 году эти места были включены в состав Специального район Пуэр (普洱专区), в 1953 году переименованного в Специальный район Сымао (思茅专区).
Постановлением Госсовета КНР от 1 сентября 1954 года из Специального района Сымао был выделен Сишуанбаньна-Дайский автономный район окружного уровня (西双版纳傣族自治区（地级）).
В 1957 году Сишуанбаньна-Дайский автономный район был преобразован в Сишуанбаньна-Дайский автономный округ. Старое административное деление было отменено, и этих местах были созданы 2 баньна: Иу (易武) и Мэнла. В 1958 году они были преобразованы в уезды, и в сентябре того же года уезд Иу был присоединён к уезду Мэнла.

## Административное деление
Уезд делится на 8 посёлков, 2 национальные волости и 4 пастбища.

## Транспорт
Важное значение имеет пограничная станция Мохань на железной дороге Китай — Лаос. Через станцию экспортируются китайские товары в Юго-Восточную Азию, обратно следуют фрукты, овощи, рис, древесина и другие сырьевые товары из Лаоса и Таиланда. Также дорога Китай — Лаос популярна среди китайских, лаосских и тайских туристов.